# Tata Motors
Tata Motors Limited (Trước đây là TELCO, viết tắt của Tata Engineering and Locomotive Company) là một nhà sản xuất ô tô đa quốc gia của Ấn Độ có trụ sở tại Mumbai, Ấn Độ, và là thành viên của Tata Group. Sản phẩm của công ty bao gồm Ô tô con (passenger cars), xe tải (truck), xe vans,  xe coaches, xe buýt, máy xây dựng và các loại xe quân sự.
Tata Motors có nhà máy sản xuất và lắp ráp ô tô tại Jamshedpur, Pantnagar, Lucknow, Sanand, Dharwad, và Pune  ở Ấn Độ, cũng như ở Argentina, Nam Phi, Anh và Thái Lan. Họ cũng có các trung tâm nghiên cứu và phát triển ở Pune, Jamshedpur, Lucknow, và Dharwad, Ấn Độ và ở Hàn Quốc, Anh và Tây Ban Nha. Các công ty con chính mà Tata Motors đã mua lại bao gồm công ty sản xuấ xe sang trọng Jaguar Land Rover (sản xuất các mẫu xe Jaguar và Land Rover) và nhà sản xuất xe thương mại của Hàn Quốc Tata Daewoo. Tata Motors có một nhà máy sản xuất, lắp ráp xe bus liên doanh với Marcopolo S.A. (Tata Marcopolo), một liên doanh lắp ráp máy xây dựng với Hitachi (Tata Hitachi Construction Machinery), và một liên doanh với Fiat Chrysler  sản xuất các linh kiện ô tô và các dòng xe đồng thương hiệu giữa Fiat Chrysler và Tata.
Thành lập vào năm 1945 như một nhà sản xuất hàng đầu máy xe lửa,  công ty sản xuất xe tải đầu tiên vào năm 1954 trong một sự hợp tác với Daimler-Benz AG, đã kết thúc vào năm 1969. Tata Motors tiến vào thị trường xe du lịch trong năm 1991 với sự ra mắt của Tata Sierra, trở thành nhà sản xuất Ấn Độ đầu tiên có khả năng phát triển một chiếc ô tô bản địa cạnh tranh. Năm 1998, Tata ra mắt mẫu xe du lịch Ấn Độ hoàn toàn bản địa đầu tiên, Indica, và trong năm 2008 đã phát động Tata Nano, mẫu xe rẻ nhất thế giới. Tata Motors mua lại nhà sản xuất xe Hàn Quốc Daewoo Commercial Vehicles Company trong năm 2004 và mua Jaguar Land Rover từ Ford trong năm 2008.
Tata Motors đang niêm yết trên Sàn Chứng khoán Bombay (BSE), một phần của chỉ số  BSE SENSEX index, Sàn Chứng Khoán Quốc gia Ấn Độ (NSEI), và sàn Chứng Khoán New York. Công ty được xếp hạng 226 trên trong danh sách những doanh nghiệp lớn nhất trên thế giới như năm 2016 Fortune Global 500.

## Lịch sử

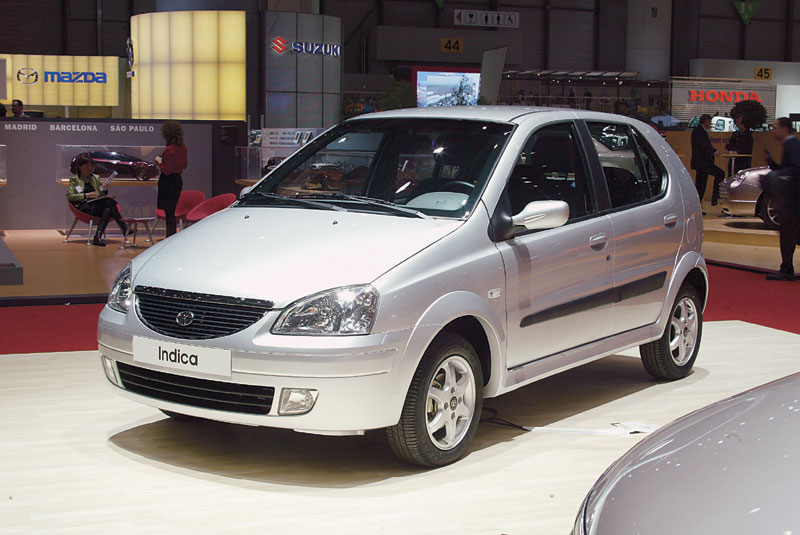
Thế hệ đầu tiên (1998-1907) Tata Indica, một trong những chiếc xe bán chạy nhất trong lịch sử của ngành công nghiệp ô tô Ấn Độ

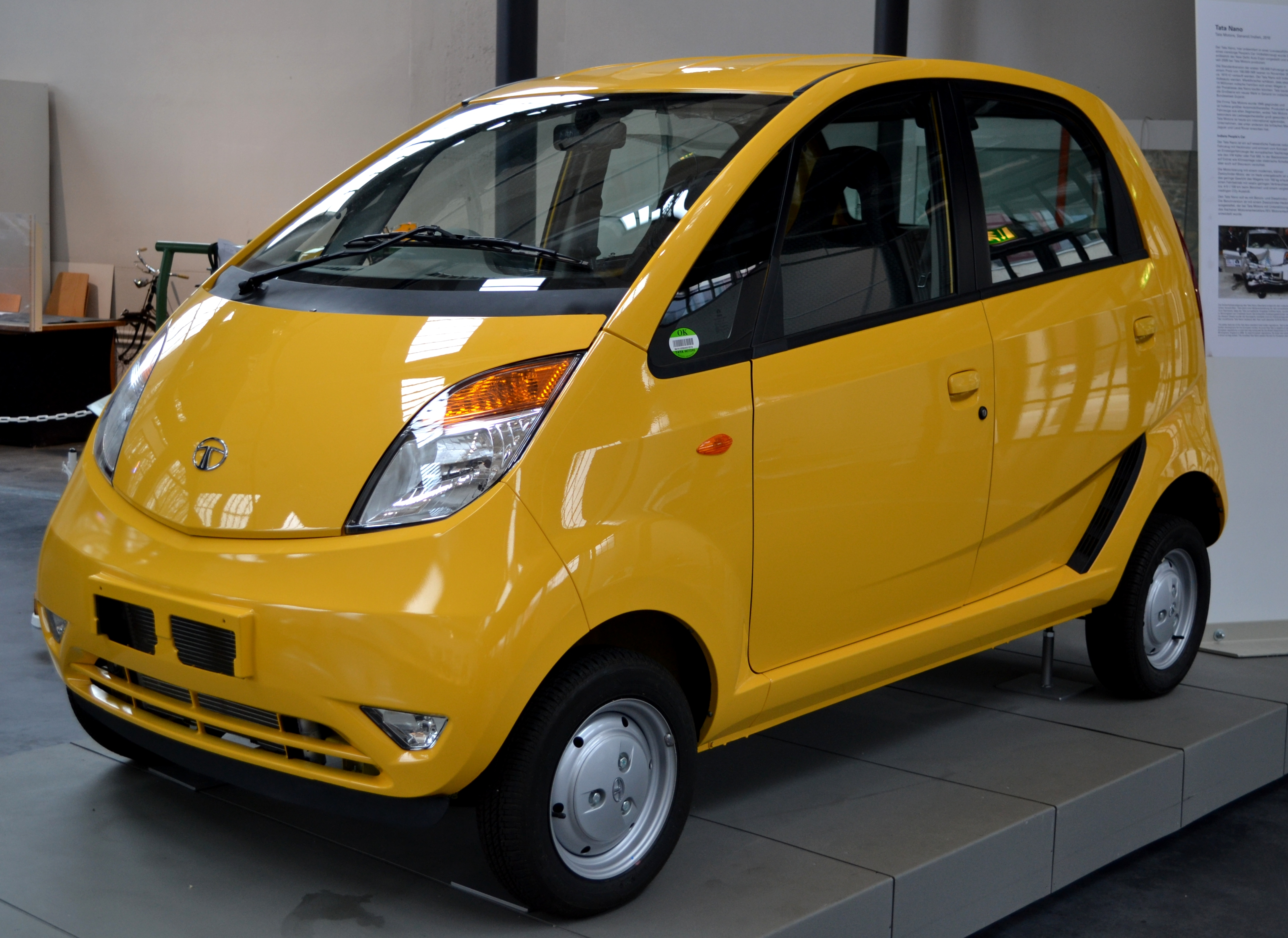
Tata Nano, Mẫu xe hơi giá rẻ nhất thế giới

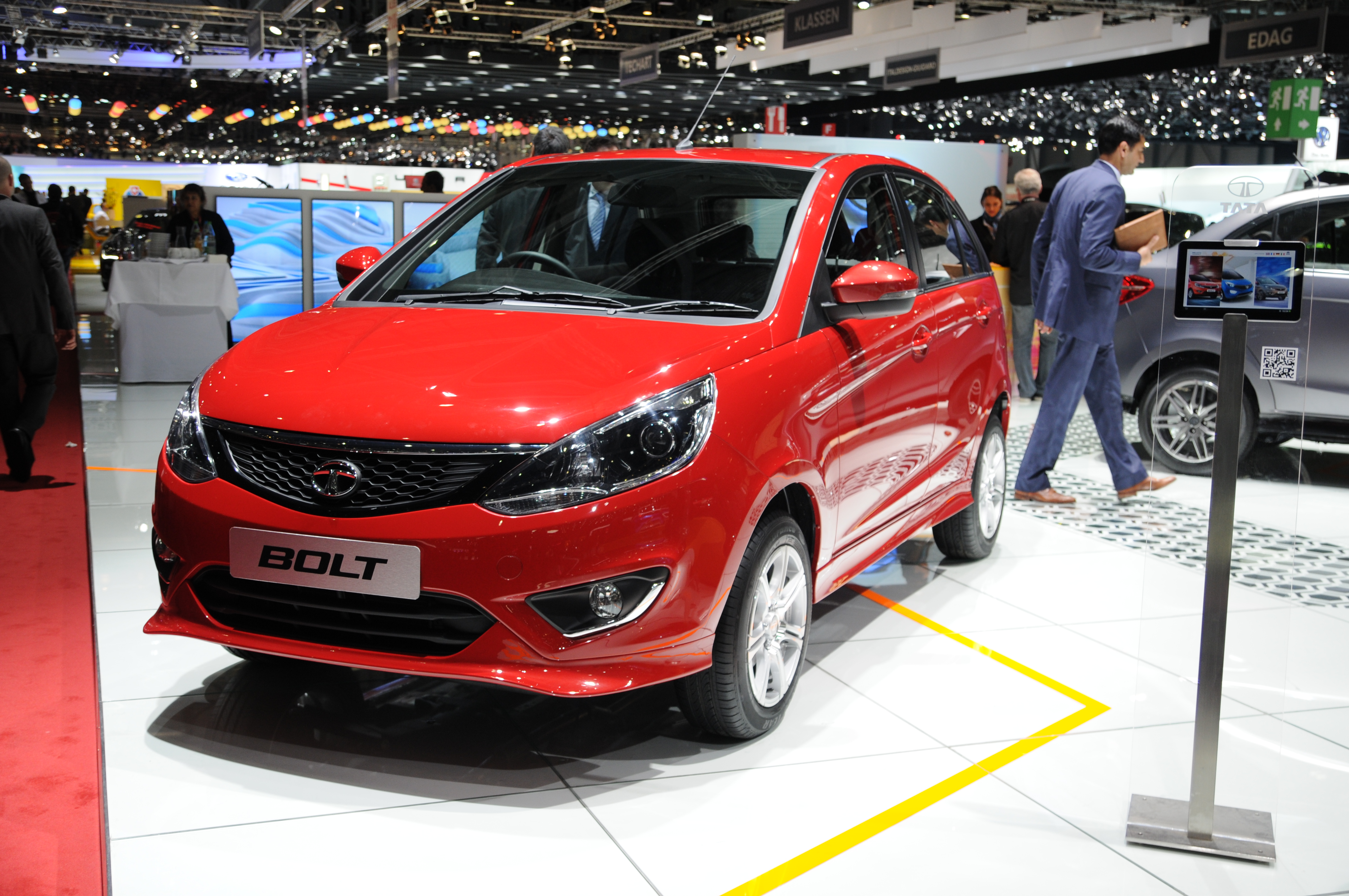
Tata Bolt

Tata gia nhập ngành xe tải năm 1954 sau khi thành lập một liên doanh với Mercedes-Benz của Đức. Sau nhiều năm thống trị thị trường xe tải ở Ấn Độ, Tata Motors tiến vào thị trường ô tô con vào năm 1991 bằng việc ra mắt của Tata Sierra, một chiếc xe đa dụng. Tata sau đó ra mắt của Tata Estate (1992), một thiết kế station wagon dựa trên 'TataMobile' trước đó (1989), một chiếc xe tải hạng nhẹ), Tata Sumo (1994; LCV) và Tata Safari (1998; mẫu SUV đầu tiên của Ấn Độ).
Tata Indica ra mắt năm 1998, chiếc xe con hoàn toàn bản địa đầu tiên của Ấn Độ. Mặc dù ban đầu bị chỉ trích bởi các phân tích tự động, nhưng động cơ mạnh mẽ, khả năng tiết kiệm nhiên liệu tuyệt vời của nó, và một chiến lược tiếp thị mạnh mẽ đã làm khiến nó  trở thành một trong những chiếc xe bán chạy nhất trong lịch sử của ngành công nghiệp ô tô Ấn Độ. Một phiên bản mới của chiếc xe, được gọi là Indica V2, một cải tiến lớn so với phiên bản trước đó và nhanh chóng được yêu thích. Tata Motors cũng xuất khẩu thành công số lượng lớn của xe đến Nam Phi. Sự thành công của Indica đóng một vai trò quan trọng trong sự phát triển của Tata Motors.
Năm 2004, Tata Motors mua lại nhà máy sản xuất xe tải ở Hàn Quốc của Daewoo, Daewoo Commercial Vehicles Company, sau đó đổi tên thành Tata Daewoo.
Ngày 27/9/2004, Tata Motors rung chuông khai mạc tại Sàn Chứng khoán New York để đánh dấu việc niêm yết của Tata Motors.
Năm 2005, Tata Motors đã mua lại 21%  cổ phần kiểm soát của hãng sản xuất xe buýt và xe coach  của Tây Ban Nha Hispano Carrocera. 
Tata Motors tiếp tục mở rộng thị trường thông qua việc giới thiệu các sản phẩm mới như xe buýt (Starbus và Globus, cùng phát triển với công ty con Hispano Carrocera) và xe tải (Novus, cùng phát triển với công ty con Tata Daewoo).
Vào năm 2006, Tata thành lập liên doanh với công ty có trụ sở tại Brazil Marcopolo, Tata Marcopolo Bus, để sản xuất các dòng xe buýt và coach.
Năm 2008, Tata Motor mua lại hãng xe Anh Jaguar Land Rover, nhà sản xuất các dòng xe Jaguar và Land Rover từ Ford Motor Company.
Tháng 5/2009, Tata trình làng dòng xe Tata World Truck cùng phát triển với Tata Daewoo; Dòng xe đã được bán tại Hàn Quốc, Nam Phi, các nước SAARC, và Trung Đông vào cuối năm 2009.
Tata mua lại toàn bộ Hispano Carrocera trong năm 2009.
Năm 2009 nhà máy Lucknow của họ được trao giải thưởng "Best of All" Rajiv Gandhi National Quality Award.
Năm 2010, Tata Motor mua lại 80% cổ phần của công ty kỹ thuật và thiết kế của Ý Trilix với 1,85 triệu euro. Việc mua lại là một phần trong kế hoạch của công ty để cải thiện kiểu dáng và khả năng thiết kế của hãng.
Năm 2012,  Tata Motors đã công bố sẽ đầu tư khoảng 6 tỷ ₹ vào phát triển Futuristic Infantry Combat Vehicles hợp tác với DRDO.
Năm 2013, Tata Motor tuyên bố họ sẽ bán tại Ấn Độ  chiếc xe đầu tiên trên thế giới chạy bằng khí nén (động cơ được thiết kế bởi công ty Pháp MDI) và được gọi là "Mini CAT".
Năm 2014, Tata Motors giới thiệu giải vô địch đua xe tải lần đầu ở Ấn Độ "T1 Prima Truck Racing Championship".
Ngày 26/1/2014, Giám đốc điều hành Karl Slym được phát hiện đã chết. Ông đã ngã từ tầng 22 xuống tầng 4 của khách sạn Shangri-La ở Bangkok, nơi ông tham dự một cuộc họp của Tata Motors Thái Lan.
Ngày 02/11/2015, Tata Motors công bố Lionel Messi là đại sứ thương hiệu toàn cầu tại New Delhi, để thúc đẩy và giới thiệu xe con trên toàn cầu.

## Hoạt động
Tata Motors có hoạt động lắp ráp xe ở Ấn Độ, Anh, Hàn Quốc, Thái Lan, Tây Ban Nha và Nam Phi. Họ có kế hoạch thành lập các nhà máy ở Thổ Nhĩ Kỳ, Indonesia, và Đông Âu.

### Tata Motors Cars

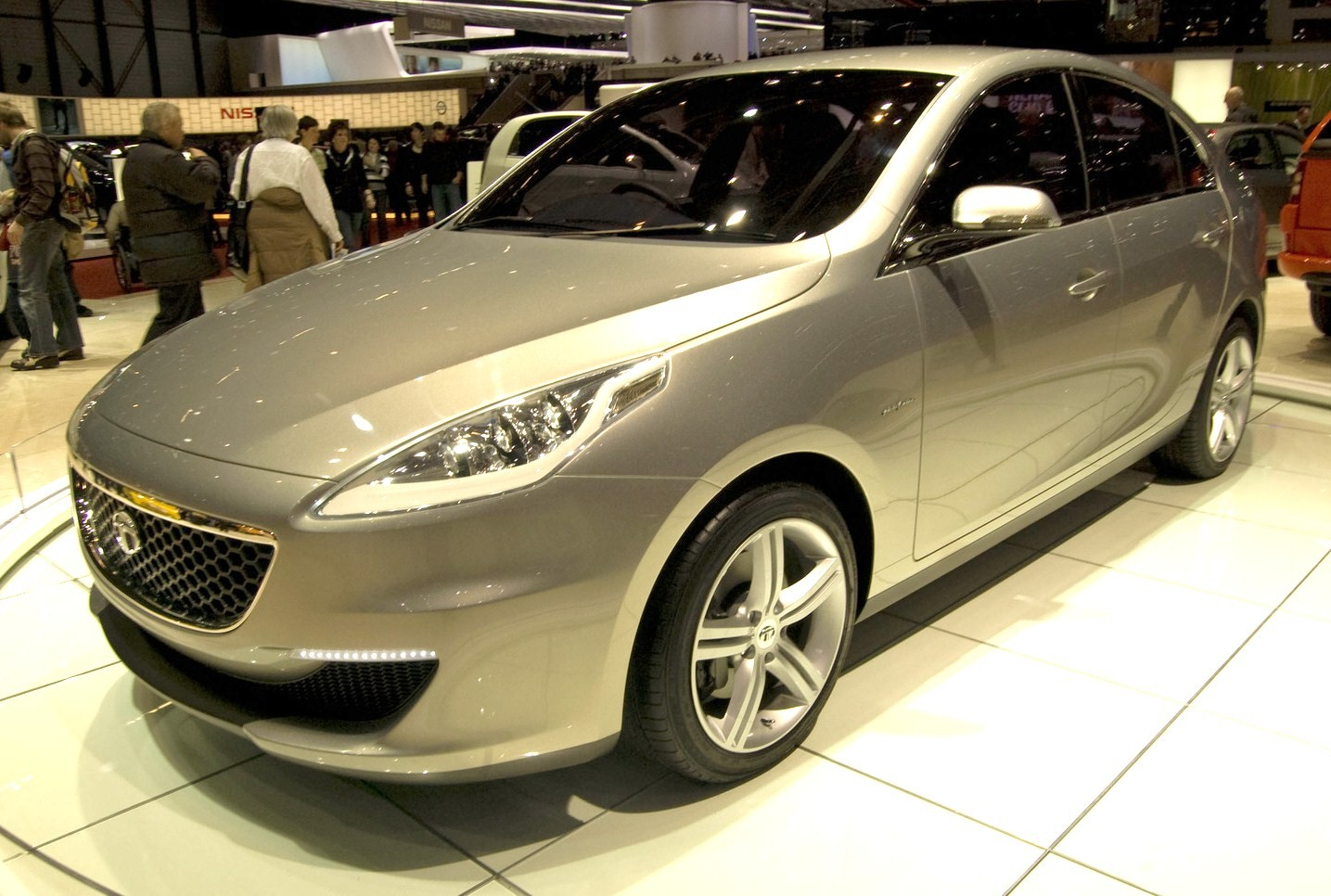
Tata Pr1ma

Tata Motors Cars là một bộ phận của Tata Motors sản xuất xe con (passenger car) dưới nhãn hiệu Tata Motors. Tata Motors là một trong bốn thương hiệu xe con hàng đầu ở Ấn Độ với sản phẩm trong các phân khúc xe cỡ nhỏ, xe hạng trung, và phân khúc xe đa dụng. công ty có các nhà máy trên khắp Ấn Độ bao gồm ở Jamshedpur (Jharkhand), Pune (Maharashtra), Lucknow (Uttar Pradesh), Pantnagar (Uttarakhand), Dharwad (Karnataka) và Sanand (Gujarat). Tata có mạng lưới trên 3500 đại lý, điểm bán hàngcuuar hàng dịch vụ và phụ tùng. Tata Motors đã có hơn 250 đại lý tại hơn 195 thành phố trên khắp 27 tiểu bang và bốn liên minh lãnh thổ của Ấn Độ. Nó có mạng lưới bán hàng và dịch vụ lớn thứ ba sau Maruti Suzuki và Hyundai.

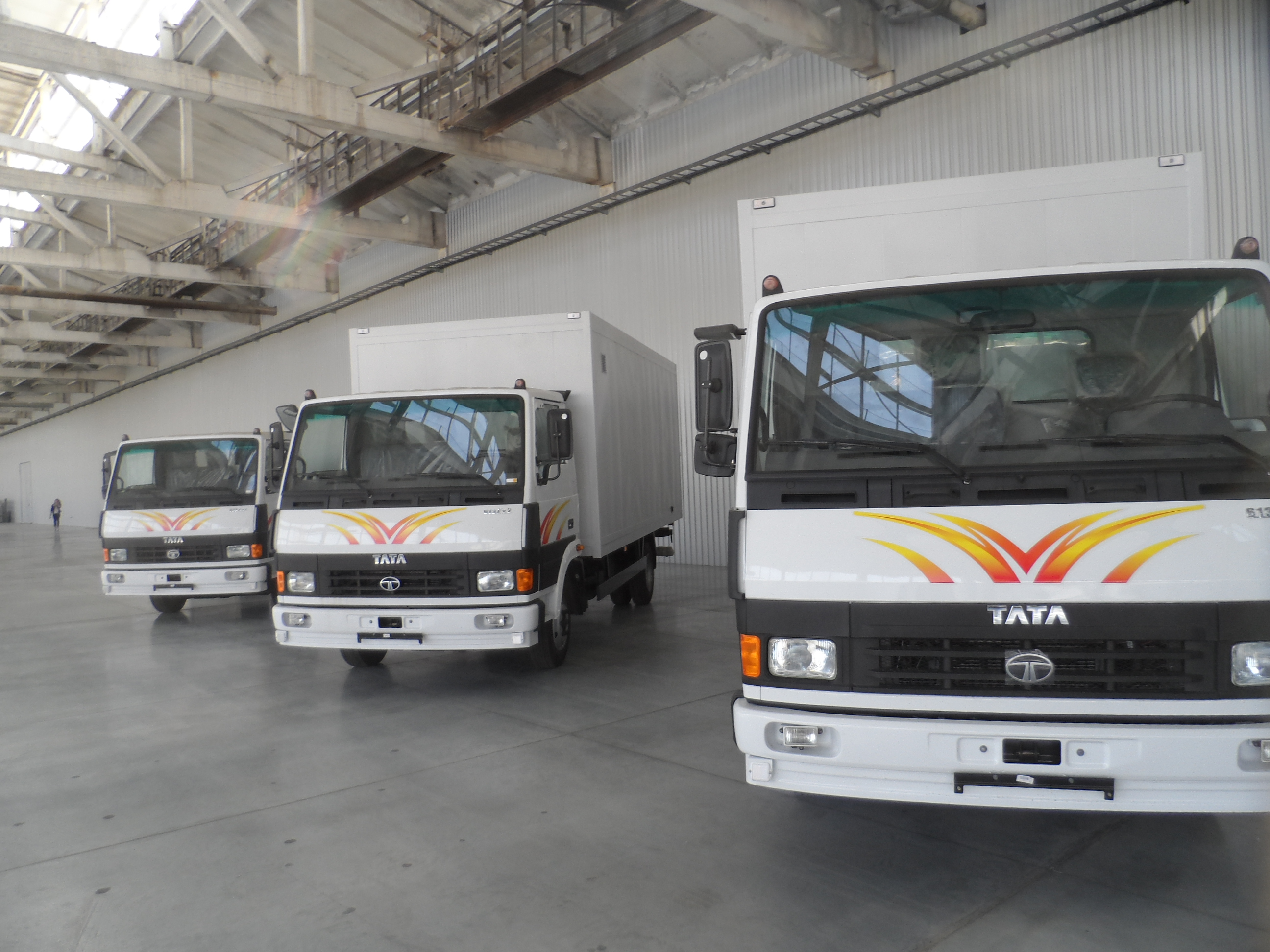
Tata LPT Trucks sản xuất tại các nhà máy ở nước ngoài

Tata cũng có các hoạt động nhượng quyền/lắp ráp liên doanh tại Kenya, Bangladesh, Ukraine, Nga, và Sénégal. Tata có đại lý tại 26 quốc gia trên 4 châu lục. Tata có mặt ở nhiều quốc gia, nó được quản lý để tạo ra một cơ sở khách hàng lớn trong Tiểu lục địa Ấn Độ, cụ thể là Ấn Độ, Bangladesh, Bhutan, Sri Lanka và Nepal. Tata cũng có mặt tại Italy, Tây Ban Nha, Ba Lan, Romania, Thổ Nhĩ Kỳ, Chile, Nam Phi, Oman, Kuwait, Qatar, Ả Rập Xê Út, Các Tiểu Vương quốc Ả Rập Thống nhất, Bahrain, Iraq, Syria và Úc.

### Tata Daewoo

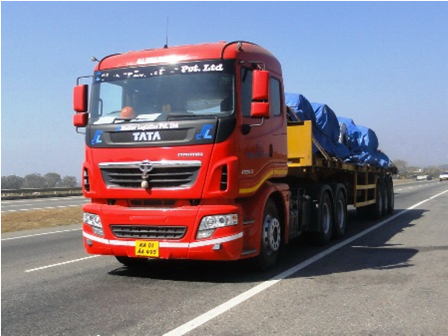
Xe tải hạng nặngTata Prima trên những con đường của Lucknow

Tata Daewoo (đầy đủ là Tata Daewoo Commercial Vehicle Company, tiền thân là Daewoo Commercial Vehicle Company) là một nhà sản xuất xe tải có trụ sở tại Gunsan, Jeollabuk-do, Hàn Quốc, và một công ty con thuộc sở hữu của Tata Motors. Nó là nhà sản xuất xe tải hạng nặng lớn thứ 2 tại Hàn Quốc và đã được mua lại bởi Tata Motors vào năm 2004. Những lý do chính đằng sau việc mua lại là để giảm sự phụ thuộc của Tata vào thị trường xe tải của Ấn Độ (vốn chiếm khoảng 94% doanh thu trong phân khúc MHCV và khoảng 84% trong phân khúc xe tải hạng nhẹ của hãng) và mở rộng danh mục sản phẩm của mình bằng cách tận dụng vào thế mạnh của Daewoo trong lĩnh vực xe tải nặng.
Tata Motors đã cùng Tata Daewoo phát triển các mẫu xe tải như Novus và World Truck cũng như các mẫu xe bus bao gồm GloBus và StarBus. Năm 2012, Tata bắt đầu phát triển một dòng mới để sản xuất xe thương mại cạnh tranh và tiết kiệm nhiên liệu do phải đối mặt với sự cạnh tranh bởi sự xâm nhập của các thương hiệu quốc tế như Mercedes-Benz, Volvo, và Navistar vào thị trường Ấn Độ.

### Tata Hispano

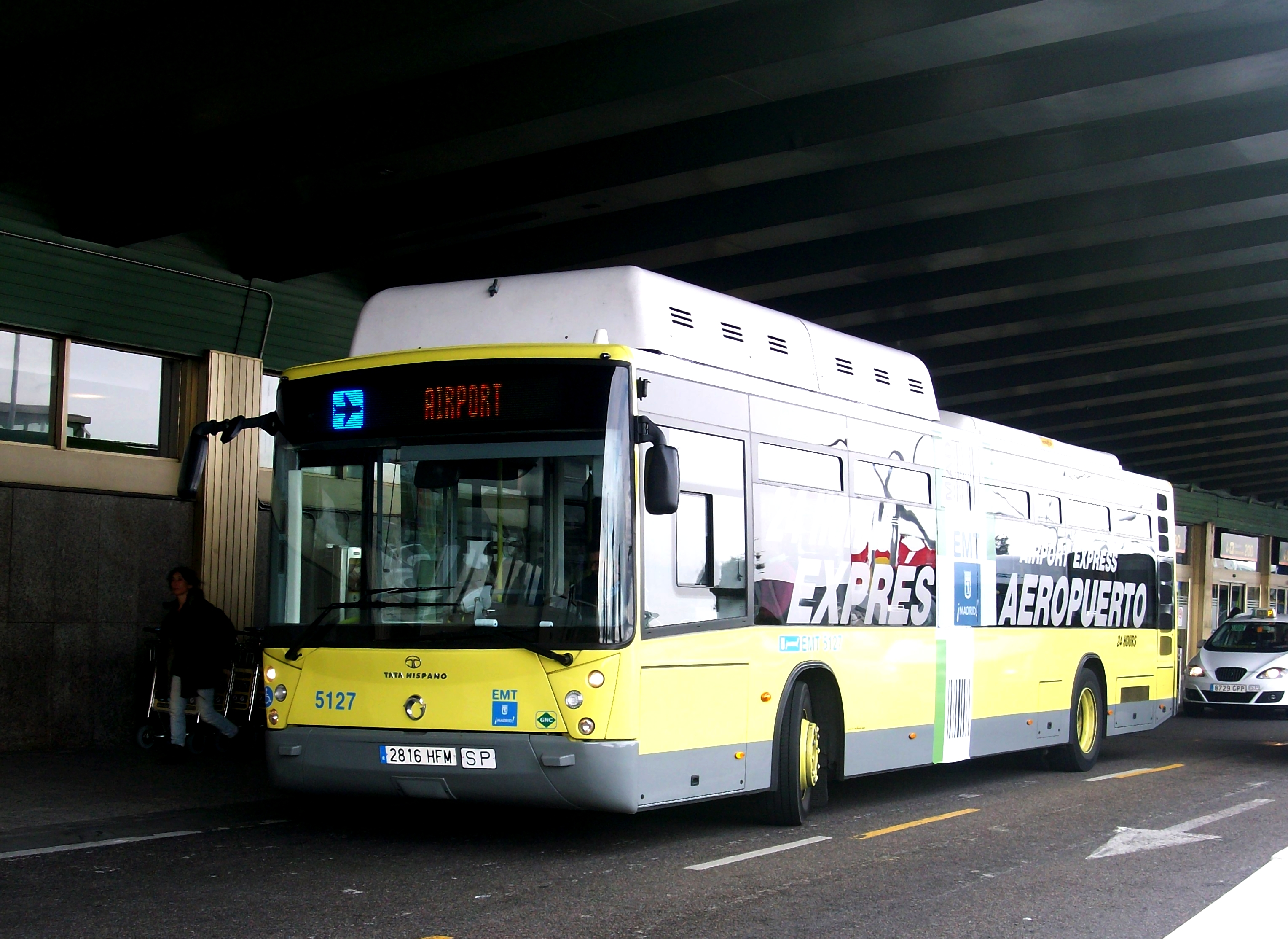
Xe bus Tata Hispano Habit tại Madrid Airport

Tata Hispano Motors Carrocera, S.A. là một nhà sản xuất xe buýt và xe coach có trụ sở tại Zaragoza, Aragon, Tây Ban Nha, và một công ty con thuộc sở hữu của Tata Motors. Tata Hispano có nhà máy ở Zaragoza, Tây Ban Nha, và Casablanca, Ma-rốc. Ban đầu Tata Motors mua lại 21% cổ phần của Hispano Carrocera SA vào năm 2005, và sau đó mua 79% cổ phần còn lại vào năm 2009, khiến nó trở thành công ty con hoàn toàn của Tata Motor, sau đó đổi tên thành Tata Hispano. Năm 2013, Tata Hispano ngừng sản xuất tại nhà máy Zaragoza của ho.

### Jaguar Land Rover

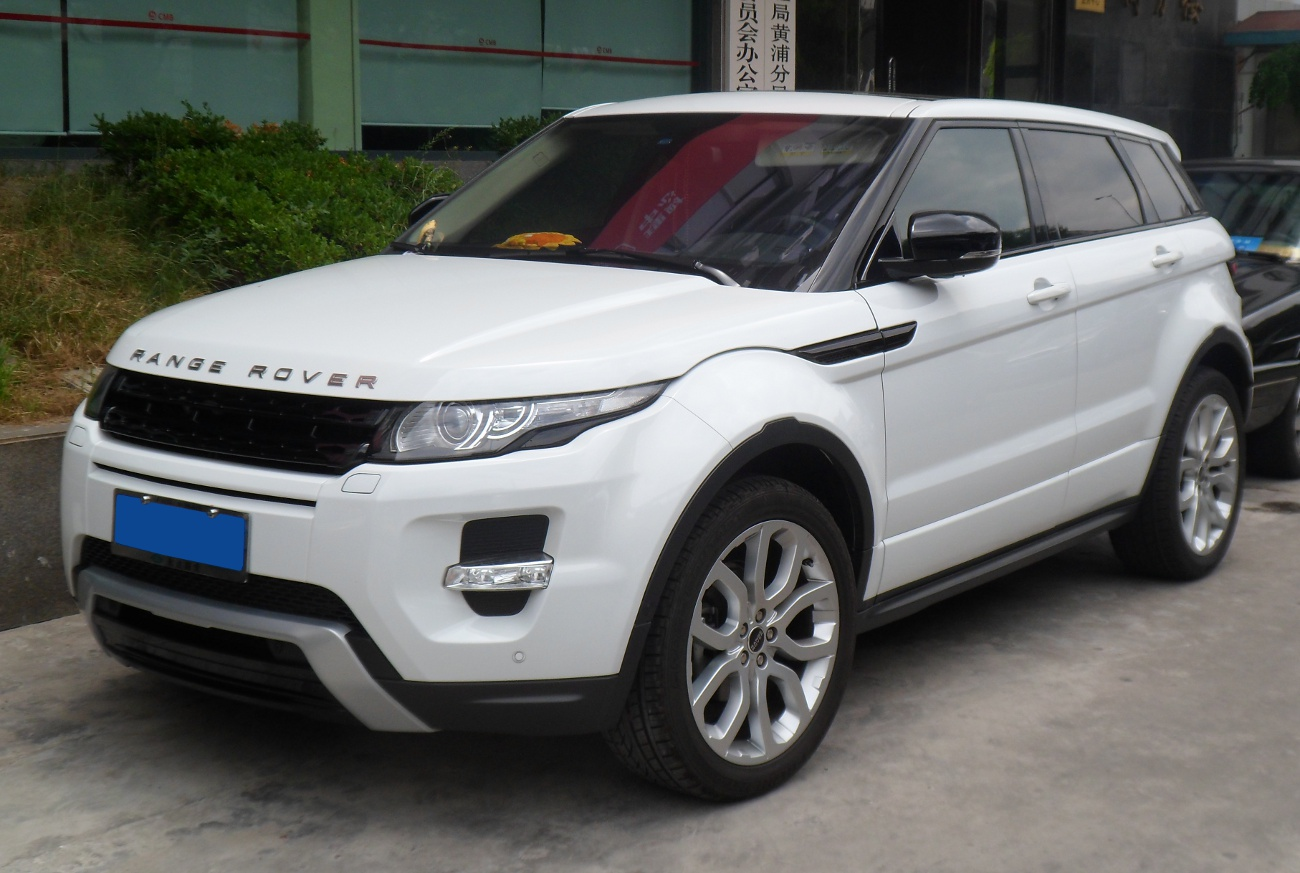
Range Rover Evoque.

Jaguar Land Rover PLC là một hãng xe cao cấp của Anh có trụ sở chính ở Whitley, Coventry, Vương quốc Anh, và trở thành một công ty con thuộc sở hữu của Tata Motors kể từ tháng 6/2008, khi nó đã được mua lại từ Ford Motor Company của Mỹ. Hoạt động chủ yếu của họ là phát triển, sản xuất và bán mẫu xe hạng sang Jaguar và dòng xe thể thao bốn bánh sang trong Land Rover.

### TML Drivelines
TML Drivelines Ltd. là một công ty con thuộc sở hữu của Tata Motors tham gia vào việc sản xuất các hộp số, trục cho xe tải loại vừa và lớn. Nó có các cơ sở sản xuất tại Jamshedpur và Lucknow. Bộ phận TML Forge cũng là mua lại gần đây của TML Drivelines. TML Drivelines được hình thành thông qua việc sáp nhập của HV Transmission và HV Axles.

### Tata Technologies
Tata Technologies Limited (TTL)  là một công ty con thuộc sở hữu 86,91% của Tata Motors cung cấp thiết kế, kỹ thuật và các dịch vụ quá trình kinh doanh gia công phần mềm cho ngành công nghiệp ô tô. Nó có trị sở ở Pune (Hinjewadi) và cũng có văn phòng tại Luân Đôn, Detroit và Thái Lan. khách hàng của nó bao gồm Ford, General Motors, Honda và Toyota.
Công ty dịch vụ kỹ thuật và thiết kế Anh Quốc Incat International, chuyên về kỹ thuật và dịch vụ thiết kế và quản lý vòng đời sản phẩm trong ô tô, hàng không vũ trụ, và các lĩnh vực kỹ thuật, là một công ty con thuộc sở hữu của TTL. Nó đã được mua lại bởi TTL trong Tháng 8/2005 với giá 4 tỷ ₹.

### European Technical Centre
Tata Motors European Technical Centre (TMETC) là một công ty nghiên cứu thiết kế và kỹ thuật ô tôtrụ sở tại Warwick Manufacturing Group (WMG) trong khuôn viên của trường Đại học Warwick ở Anh. nó được thành lập vào năm 2005 và là một công ty con thuộc sở hữu của Tata Motors. Nó thạm gia phát triển mẫu xe World Truck.
Tháng 9/2013, Họ thông báo rằng National Automotive Innovation Campus mới sẽ được xây dựng tại WMG trong khuôn viên của Warwick với chi phí 100 triệu Bảng. Sáng kiến này sẽ là một sự hợp tác giữa Tata Motors, trường đại học, và Jaguar Land Rover, với 30 bảng đóng góp từTata Motors.

## Liên doanh

### Tata Marcopolo

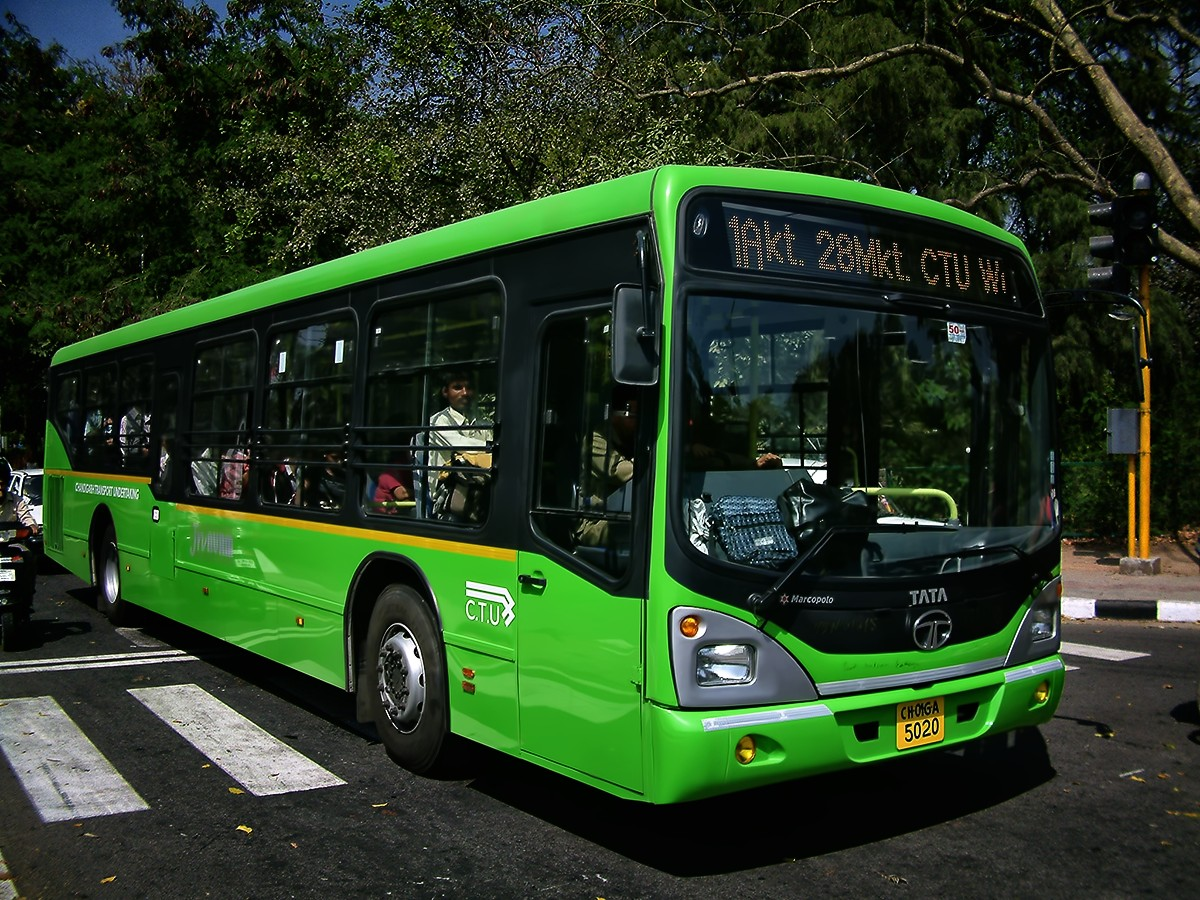
Một chiếc xe bus Tata Marcopolo được dùng tại Chandigarh, Ấn Độ

Tata Marcopolo là một chiếc xe buýt sản xuất liên doanh giữa Tata Motors (51%) và công ty có trụ sở ở Brazil Marcopolo S.A.(49%).Liên doanh sản xuất và lắp ráp xe buýt và xe coach nhằm phát triển hệ thống vận tải hàng loạt nhanh chóng. Họ sử dụng công nghệ và khung gầm tổng hợp từ Tata Motors, và các quy trình, thiết kiểu dáng thân xe từ Marcopolo, Tata Marcopolo đã tung ra một chiếc xe buýt sàn thấp được sử dụng rộng rãi bởi các công ty vận tải ở Chandigarh, Kolkata, Chennai, Coimbatore, Delhi, Hyderabad, Mumba, Lucknow, Pune, Agra, Kochi, Trivandrum, Bengaluru. Nhà máy sản xuất của họ có trụ sở ở Dharwad.

### Fiat-Tata
Fiat-Tata là một liên doanh có trụ sở ở Ấn Độ giữa Tata và Fiat Automobiles sản xuất các mẫu xe con mang thương hiệu Fiat và Tata cũng như động cơ và hệ thống truyền động. Tata Motors đã được tiếp cận các công nghệ động cơ diesel và hệ thống truyền động của Fiat thông qua liên doanh.
Hai công ty này trước đây cũng đã có một liên doanh phân phối những sản phẩm của Fiat bán tại Ấn Độ thông qua liên doanh đại lý Tata-Fiat. Liên doanh trên kết thúc vào tháng 3/2013; Các sản phẩm của Fiat được phân phối tại Ấn Độ thông qua Fiat Automobiles India Limited, một công ty con thuộc sở hữu của Fiat.

### Tata Hitachi Construction Machinery
Tata Hitachi Construction Machinery là một liên doanh giữa Tata Motors và Hitachi là nhà sản xuất máy xúc và thiết bị xây dựng khác. Trước đây được gọi là Telcon Construction Solutions.